# فلیتوودز (کنتاکی)
فلیتوودز (به انگلیسی: Flatwoods) شهری در ایالت کنتاکی کشور ایالات متحده آمریکا است که جمعیت آن در سرشماری سال ۲۰۱۰ میلادی، ۷٬۴۲۳ نفر بوده‌است.